# L'enigma del gallo nero
L'enigma del gallo nero (Dissolution) è un romanzo giallo di C. J. Sansom ambientato nell'Inghilterra del XVI secolo, pubblicato in Italia nel 2003 dalla casa editrice Sperling & Kupfer.

## Trama
Nell'autunno del 1537, l'avvocato Matthew Shardlake, dopo essere stato costretto a lasciare la movimentata e pittoresca Londra di Enrico VIII, viene inviato da Thomas Cromwell, consigliere del re, nella remota abbazia di Scarnsea per far luce su due crimini davvero inquietanti. Nella stessa notte, infatti, qualcuno ha brutalmente assassinato il commissario Singleton, in missione segreta al monastero, e ha messo il cadavere insanguinato di un gallo nero sull'altare. Dopo una serie di indagini, Mastro Shardlake apprende che gli interessi dei monaci sono tutt'altro che spirituali: lussi sospetti, un atteggiamento nei confronti dei novizi che si avvicina molto al sadismo, approcci pesanti alla bella aiutante dell'infermeria e il gelido acquitrino che circonda e isola il monastero nasconde crimini ancora più spaventosi... Mastro Shardlake osserva e ascolta, consapevole che nelle mura della costruzione benedettina la minaccia mortale incombe, ma alla fine, grazie al suo fidato aiutante Mark, riuscirà a risolvere questa intricata vicenda.

## Personaggi principali
- Matthew Shardlake: commissario incaricato di indagare sui crimini compiuti nel monastero
- Mark Poer: assistente di Shardlake
- Abate Fabian: abate del monastero
- Priore Mortimus: priore, braccio destro dell'abate Fabian
- Fratello Edwig: economo
- Fratello Gabriel: sacrista e maestro del coro
- Fratello Guy: frate infermiere
- Fratello Hugh: tesoriere
- Fratello Jude: elemosiniere
- Alice: infermiera aiutante di fratello Guy

## Edizioni
- C. J. Sansom, L'enigma del gallo nero, traduzione di Giulia Balducci, Sperling & Kupfer, 2003,  pp. 433, cap. 32, ISBN 978-88-8274-862-3.